# Al-Humran
Al-Humran (arab. الحمران) – wieś w Syrii, w muhafazie Aleppo, w dystrykcie Manbidż. W 2004 roku liczyła 646 mieszkańców.